# Eleição municipal de Vitória de Santo Antão em 2020
A eleição municipal do município de Vitória de Santo Antão em 2020 ocorreu no dia 15 de novembro com o objetivo de eleger um prefeito, um vice-prefeito e 19 vereadores responsáveis pela administração da cidade para o mandato a se iniciar em 1° de janeiro de 2021 e com término em 31 de dezembro de 2024.
7 candidatos disputaram a prefeitura municipal, que terminou com a vitória de Paulo Roberto(MDB) sobre o então prefeito e candidato à reeleição Aglailson Júnior (PSB, vingando a derrota sofrida em 2016, quando ainda era filiado ao PSD. Houve ainda 2.316 votos em branco, 5.103 nulos e 14.156 abstenções.
Na eleição para as vagas na Câmara Municipal, o candidato mais votado foi André Carvalho (PDT), que recebeu 3.692 votos.

## Contexto político e pandemia
As eleições municipais de 2020 estão sendo marcadas, antes mesmo de iniciada a campanha oficial, pela pandemia do coronavírus SARS-CoV-2 (causador da COVID-19), o que está fazendo com que os partidos remodelem suas metodologias de pré-campanha. O Tribunal Superior Eleitoral (TSE) autorizou os partidos a realizarem as convenções para escolha de candidatos aos escrutínios por meio de plataformas digitais de transmissão, para evitar aglomerações que possam proliferar o vírus. Alguns partidos recorreram a mídias digitais para lançar suas pré-candidaturas. Além disso, a partir deste pleito, será colocada em prática a Emenda Constitucional 97/2017, que proíbe a celebração de coligações partidárias para as eleições legislativas, o que pode gerar um inchaço de candidatos ao legislativo. Conforme reportagem publicada pelo jornal Brasil de Fato em 11 de fevereiro de 2020, o país poderá ultrapassar a marca de 1 milhão de candidatos a prefeito, vice-prefeito e vereador neste escrutínio, o que não seria necessariamente bom, na opinião do professor Carlos Machado, da UnB (Universidade de Brasília): “Temos o hábito de criticar de forma intensa a coligação partidária, sem parar para refletir sobre os elementos positivos dela. O número de candidatos que um partido pode apresentar numa eleição, varia se ele estiver dentro de uma coligação, porque quando os partidos participam de uma coligação, eles são considerados como um único partido", afirmou Machado na reportagem.

## Candidaturas
| Nº | Candidato          | Partido   | Candidato a vice                      | Cargos relevantes ou profissão | Coligação                                                            | Tempo no horário eleitoral |
| -- | ------------------ | --------- | ------------------------------------- | --- | -------------------------------------------------------------------- | -------------------------- |
| 12 | Hérika Araújo      | PDT       | Bruna Morais (PDT)                    | Produtora de espetáculos | Sem coligação                                                        |                            |
| 13 | Tomé Ferraz        | PT        | Clícia Roberta (PT)                   | Engenheiro | Sem coligação                                                        |                            |
| 15 | Paulo Roberto      | MDB       | Professor Edmo Neves (PTB)            | Presidente do Vitória das Tabocas (2008–2020) e da Desportiva Vitória (1990–2007), Secretário de Cultura, Turismo e Esportes (2009–2016), Vice-prefeito (1997–2000) | "Vitória Merece Respeito" (MDB, PTB, Solidariedade, PSL, PSD e PRTB) |                            |
| 23 | Toninho Nascimento | Cidadania | Josivaldo Agente de Saúde (Cidadania) | Vereador (2013–2020) | Sem coligação                                                        |                            |
| 25 | Antonio de Lemos   | DEM       | Teresa da Saúde (DEM)                 | Empresário | Sem coligação                                                        |                            |
| 36 | Moacir da Mandioca | PTC       | Dr. Gil (PTC)                         | Vereador (1997–2000) | Sem coligação                                                        |                            |
| 40 | Aglailson Júnior   | PSB       | Henrique Queiroz (Avante)             | Deputado estadual (2003–2016), Vereador (1993–2001) | "Frente Popular da Vitória" (PSB, Avante, Republicanos, PL e PP)     |                            |

## Resultados

### Prefeito
| Candidato(a)           | Candidato(a)                   | Vice                                  | 1º turno 15 de novembro de 2020 | 1º turno 15 de novembro de 2020 |  |
| Candidato(a)           | Candidato(a)                   | Vice                                  | Total                           | Porcentagem                     |  |
| ---------------------- | ------------------------------ | ------------------------------------- | ------------------------------- | ------------------------------- |  |
|                        | Paulo Roberto (MDB)            | Professor Edmo Neves (PSD)            | 40.665                          | 55,43%                          |  |
|                        | Aglailson Júnior (PSB)         | Henrique Queiroz (Avante)             | 26.532                          | 36,16%                          |  |
|                        | Hérika Araújo (PDT)            | Bruna Morais (PDT)                    | 3.139                           | 4,28%                           |  |
|                        | Toninho Nascimento (Cidadania) | Josivaldo Agente de Saúde (Cidadania) | 1.456                           | 1,98%                           |  |
|                        | Antonio de Lemos (DEM)         | Teresa da Saúde (DEM)                 | 646                             | 0,88%                           |  |
|                        | Tomé Ferraz (PT)               | Clícia Roberta (PT)                   | 517                             | 0,70%                           |  |
|                        | Moacir da Mandioca (PTC)       | Dr. Gil (PTC)                         | 414                             | 0,56%                           |  |
| Total de votos válidos | Total de votos válidos         | Total de votos válidos                | 73.369                          | 90,82%                          |  |
| → Votos em branco      | → Votos em branco              | → Votos em branco                     | 2.316                           | 2,87%                           |  |
| → Votos nulos          | → Votos nulos                  | → Votos nulos                         | 5.103                           | 6,32%                           |  |
| Total de votos         | Total de votos                 | Total de votos                        | 80.788                          | 100%                            |  |
| Abstenções             | Abstenções                     | Abstenções                            | 14.156                          | 14,91%                          |  |
| Total de inscritos     |                                |                                       |                                 |                                 |  |

## Vereadores eleitos
| Candidato eleito          | Partido      | Votação | Porcentagem | Cidade onde nasceu     | Unidade federativa |
| André Carvalho            | PDT          | 3.692   | 4,94%       | Recife                 | Pernambuco         |
| Josias Militina           | Republicanos | 2.881   | 3,85%       | Vitória de Santo Antão | Pernambuco         |
| Lourinaldo Júnior         | MDB          | 2.190   | 2,93%       | Recife                 | Pernambuco         |
| David Frutas              | PSB          | 2.003   | 2,68%       | Vitória de Santo Antão | Pernambuco         |
| Biu de Genário            | PP           | 1.978   | 2,64%       | Vitória de Santo Antão | Pernambuco         |
| Mano Holanda              | PSD          | 1.954   | 2,61%       | Recife                 | Pernambuco         |
| Edmilson de Várzea Grande | MDB          | 1.893   | 2,53%       | Vitória de Santo Antão | Pernambuco         |
| Romero Queralvares        | PSB          | 1.819   | 2,43%       | Recife                 | Pernambuco         |
| Novo da Banca             | Republicanos | 1.642   | 2,20%       | Vitória de Santo Antão | Pernambuco         |
| Felipe Cezar              | PP           | 1.504   | 2,01%       | Vitória de Santo Antão | Pernambuco         |
| Marcos da Prestação       | Republicanos | 1.497   | 2%          | Vitória de Santo Antão | Pernambuco         |
| André de Bau              | PSD          | 1.416   | 1,89%       | Vitória de Santo Antão | Pernambuco         |
| Marcone da Charque        | Republicanos | 1.403   | 1,88%       | Vitória de Santo Antão | Pernambuco         |
| Dr. Saulo                 | PDT          | 1.292   | 1,73%       | Vitória de Santo Antão | Pernambuco         |
| Irmão Celso Bezerra       | PSB          | 1.236   | 1,65%       | Vitória de Santo Antão | Pernambuco         |
| Jota Domingos             | PSB          | 1.226   | 1,64%       | Pombos                 | Pernambuco         |
| Carlos Henrique Queiroz   | PP           | 1.178   | 1,57%       | Recife                 | Pernambuco         |
| Beto de Bigode            | PP           | 1.103   | 1,47%       | Vitória de Santo Antão | Pernambuco         |
| Gold do Pneu              | PTB          | 1.063   | 1,42%       | Vitória de Santo Antão | Pernambuco         |